# Romeo y Buseta
Romeo y Buseta fue una comedia colombiana realizada por Producciones TeVecine, y producida completamente en exteriores con la unidad móvil Producciones RATV (producción ejecutiva Ricardo Amezquita) emitida entre 1987 y 1992, que continuaba con el estilo de producción iniciado por la comedia de televisión Don Chinche.
Con capítulos entre 20 y 25 minutos, la serie era emitida por la Cadena Dos, los sábados a las 5:30 p. m..

## Origen de la comedia
El nombre de la serie viene de un juego de palabras entre Romeo y Julieta y buseta, que es el nombre que se le da en Colombia a los autobuses pequeños de transporte público. El protagonista original era William Guillermo (Luis Eduardo Arango), un paisa trabajador, dicharachero e hincha del Atlético Nacional, cuyo trabajo era el de conductor de transporte público, un papel que Arango ya había interpretado en la mencionada Don Chinche.

## Estilo
El director inicial fue Pepe Sánchez, quien ya había creado un nuevo estilo narrativo con la comedia Don Chinche. En Romeo y Buseta mantuvo su estilo utilizando la calle como escenario y con un lenguaje directo con toques cómicos e irónicos a la vez, que cautivó tanto al público como a la crítica.
El estilo costumbrista de la serie, la hace una de las más recordadas por los colombianos, con uso del lenguaje coloquial, la representación de una familia tradicional, elementos como la religión y personas trabajadoras; hace que las personas se sientan identificadas con lo que están viendo a través de la pantalla.

## La Familia Tuta
Con el paso del tiempo, el peso protagónico pasó a la familia Tuta, cuyo patriarca Trino Epaminondas, interpretado por Jorge Velosa, era el propietario de la empresa de transporte. Trino Epaminondas era un hombre nacido en Boyacá y que había logrado una situación acomodada en la ciudad en donde vivía con su esposa Amparo Berrío, interpretada por Vicky Hernández, y sus hijos Peter Alexander (Victor Hugo Cabrera), quien era acérrimo hincha del Millonarios Fútbol Club y la Nena Tuta (Cristina Penagos). Tevecine produjo una serie derivada llamada Los Tuta, emitida entre 1993 y 1994.

## Elenco
- Jorge Velosa - Trino Epaminondas Tuta Tocarruncho. [5]
- Vicky Hernández - Amparo Berrío de Tuta.
- Luis Eduardo Arango - William Guillermo.
- Cristina Penagos - Sonia Rocío.
- Víctor Hugo Cabrera - Peter Alexander Tuta.
- Rafael Bohórquez - Don Antuquito.
- Edgardo Román - Olegario
- Alina Lozano - Perla
- Luis Fernando Velasco - Nariño.
- Yuldor Gutiérrez - Costeño.
- Dora Cadavid
- César Mora
- Tito Duarte
- Diego Álvarez - Álvaro Pio.
- Claudia González - Consuelo.
- Juan Carlos Arango - Prospero.
- Rey Vázquez - Cruceto.
- Antonio Sinisterra
- Marcela Gallego
- Aura Helena Prada
- Diana Rojas
- Ramiro Meneses
- Roberto Marín - Germán
- María Eugenia Arboleda
- Bibiana Navas

## Producción
| Equipo                  | Personaje                                          |
| ----------------------- | -------------------------------------------------- |
| Director                | Pepe Sánchez - William González - Herminio Barrera |
| Asistente de dirección  | Gonzalo Carreño - Alexandra Galindo                |
| Asistente de producción | Armando Gordillo León                              |
| Producción ejecutiva    | Mercy Merchán Zárate                               |
| Coordinación            | Rodrigo Ospina - Edgar tejada                      |
| Libreto                 | Juan Manuel Cáceres - Edgar Posada Ocampo          |
| Dirección de fotografía | Carlos Sánchez - Eduardo Carreño                   |
| Camarógrafos            | Julio César Romero - José Hugo Ramírez             |

Debido a la larga duración de la serie, los nombres de los directores van cambiando, así como asistentes de producción, coordinación y libreto. 

## Premios
| Año  | Categoría                            | Nominado       | Resultado |
| ---- | ------------------------------------ | -------------- | --------- |
| 1987 | Mejor Comedia Nacional               | Romeo y Buseta | Ganador   |
| 1988 | Mejor director de Telenovela o Serie | Pepe Sánchez   | Ganador   |

## Tema musical
El tema musical de la cabecera del programa era la canción Las Cuarenta en la versión bolero de Rolando Laserie.